# Erich Fried

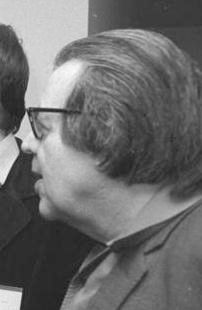
Erich Fried

Erich Fried (Wenen, 6 mei 1921 – Baden-Baden, 22 november, 1988) was een Oostenrijks schrijver, dichter, vertaler en essayist van Joodse afkomst. Het grootste deel van zijn leven woonde hij in Engeland. Hij schreef steeds in het Duits.

## Leven en werk
Fried was enig kind van Joodse ouders in Wenen. Toen zijn vader na de Anschluss werd vermoord vluchtte hij met zijn moeder naar Londen. Tijdens en na de Tweede Wereldoorlog vervulde hij diverse eenvoudige baantjes, waaronder dat van bibliothecaris. In 1952 werd hij commentator van een Duitstalig radioprogramma bij de BBC, een baan die hij in 1968 om politieke redenen opgaf. In 1987 ontving hij de prestigieuze Georg-Büchner-Preis.
Hoewel Fried al op jonge leeftijd was begonnen met schrijven kwam zijn literaire productie pas echt op gang vanaf 1958; lange tijd verscheen er jaarlijks minstens één dichtbundel. Daarnaast publiceerde hij een roman, enkele verhalen, essays, hoorspelen en hooggeprezen vertalingen in het Duits van werk van T.S. Eliot, Dylan Thomas, Graham Greene en Shakespeare.
Kenmerkend voor Frieds werk is het spaarzame, puntige taalgebruik, in het spoor van de epigrammen van Bertolt Brecht. Op geraffineerde wijze speelt hij met eenvoudige woorden en zinnen die hij verrassend herhaalt en anders combineert, waardoor hij de lezer aan het denken zet.
Uit zijn werk spreekt zijn eigen levenservaring: het gemis van een vaderland, het gevoel van bedreiging en het verlangen naar een verloren jeugd.
Fried was echter vooral een geëngageerd schrijver en publiceerde in de jaren zestig onder andere twee anti-Vietnam bundels. Ook trok hij, Jood zijnde, de aandacht met zijn uitgesproken atheïstische en antizionistische opvattingen en zijn stellingname tegen Israëls Palestijnenpolitiek.

## Bibliografie

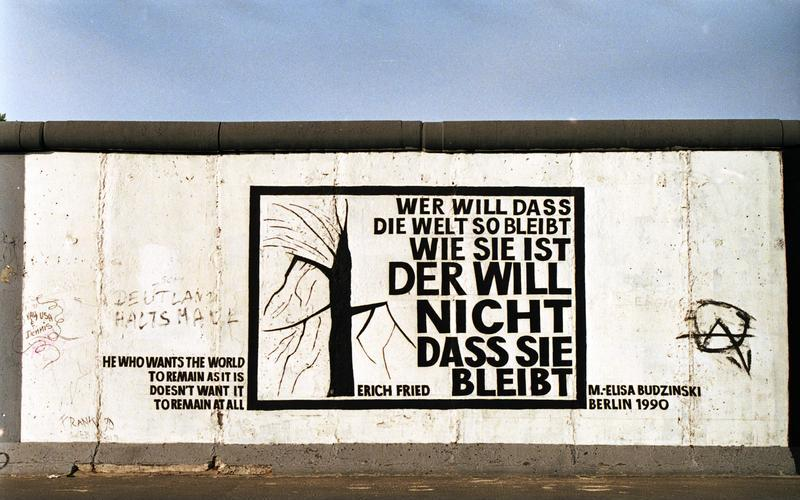
Fried-citaat op een restant van de Berlijnse Muur

## Wat het is (fragment)
Het is onzin

zegt het verstand

Het is wat het is

zegt de liefde
(vertaling Remco Campert)